# Ivanovîci, Cervonoarmiisk
Ivanovîci (în ucraineană Івановичі) este o comună în raionul Cervonoarmiisk, regiunea Jîtomîr, Ucraina, formată numai din satul de reședință.

## Demografie
Componența lingvistică a comunei Ivanovîci
     Ucraineană (98,36%)
     Rusă (1,48%)
     Alte limbi (0,16%)
Conform recensământului din 2001, majoritatea populației comunei Ivanovîci era vorbitoare de ucraineană (98,36%), existând în minoritate și vorbitori de rusă (1,48%).